# Церква Покрови Пресвятої Богородиці (Грабовець)
Церква Покрови Пресвятої Богородиці — храм у селі Грабовець Тернопільського району Тернопільської області. Належить УГКЦ. Підпорядкований парафії Покрови Пресвятої Богородиці Великобірківського деканату Тернопільсько-Зборівської архієпархії Тернопільсько-Зборівської митрополії.

## Історія
Парафію у селі Грабовець було засновано в середині 18 століття. Тоді ж було споруджено дерев'яну церкву, розташовану на початку села, яка не збереглася.
Парохи:
- о. Василь Хоміцький (1821-1826);
- о. Даміант Аритський (1826-1828);
- о. Григорій Добровіцький (1828-1831);
- о. Домінан Аритський (1831-1832);
- о. Григорій Барвінський (1832-1834);
- о. Димитрій Білінський (1834-1843);
- о. Николай Воманський (1843-1844);
- о. Володимир Качала (1844-1852);
- о. Матвій Корни (1852-1891);
- о. Білінський (1891-1917);
- о. Дольніцький (1917-1926);
- о. Степан Ратич (1926-1932);
- о. Мирон Кордуба (1932-1940);
- о. Роман Мельник (1940-1946);
- о. Василій Семенюк (1991);
- о. Володимир Шафран (1991-1995);
- о. Василь Брегін (1995-1996);
- о. Богдан Цирулик (1996-1997);
- о. Іван Козій (1997);
- о. Володимир Гринда (1997-2001);
- о. Тарас Туркот (2001-2006);
- о. Роман Лучин (від 2006).

У час служіння отця Матвія Корни місцева дерев'яна церква згоріла. Парафіяни села Грабовець збудували новий кам'яний храм. Мурований храм датують ймовірно 1887 роком. Остаточно спорудження церкви завершено 1906 року. Фундатором храму виступив місцевий поміщик Ян Созанський. Після його смерті завершення будівництва фундував його син Олександр Созанський.
У 1946 році отець Роман Мельник перейшов до Московського патріархату, відтак до 1990 року церква та парафія належала Російські православній церкві. З виходом УГКЦ у 1991 році з підпілля парафія знову перейшла до Української греко-католицької Церкви. 
У 2012 році на парафії відбулося 13 хрещень, 9 похоронів та 2 шлюби.

## Життя парафії
При парафії діють:
- Братство Матері Божої Неустанної Помочі (від 2002);
- Братство Архистратига Михаїла;
- Вівтарна дружина;
- Марійська дружина.

При парафії також діє молодіжний хор. Щонеділі проводяться навчання у недільній школі та катехизація.